# Ludwik Reiter
Ludwik Reiter (ur. 15 maja 1928 we Lwowie, zm. 16 kwietnia 1997 w Krakowie) – polski konstruktor, specjalista w dziedzinie transportu pionowego w kopalniach węgla i soli w Polsce.
Od 1943 roku działał we lwowskim harcerstwie konspiracyjnym – kolportował w mieście i okolicach nielegalne ulotki, rozklejał polskie plakaty niepodległościowe. Po wkroczeniu 17 września 1939 roku Armii Czerwonej uczył się w szkołach radzieckich, następnie, w latach okupacji (1941–1944), w niemieckich, a po wyzwoleniu znów w radzieckich (1944–1946). W ramach działalności konspiracyjnej pomagał też w ratowaniu i organizowaniu wyjazdów polskich księży w nowe granice Polski.
Po ekspatriacji, czyli przymusowych wysiedleniach Polaków ze Lwowa, w 1946 roku zdał w Krakowie maturę i ukończył studia na Akademii Górniczo-Hutniczej i Politechnice Krakowskiej. W wojsku zdobył stopień oficerski porucznika.
Był aktywnym członkiem Towarzystwa Miłośnikow Lwowa i działaczem Towarzystwa Krzewienia Kultury Fizycznej, za co uzyskał srebrne i złote odznaczenia honorowe.
Przez 33 lata związany był z Krakowskim Towarzystwem Fotograficznym, pełnił wiele ważnych funkcji w jego władzach i walnie przyczynił się do powstania w roku 1972 i rozwoju pierwszego w Polsce Muzeum Historii Fotografii w Krakowie. Przed śmiercią uczestniczył w przygotowaniach do obchodów jubileuszu 25-lecia muzeum.
Przez kilka ostatnich lat współtworzył programy imprez jubileuszu 100-lecia Krakowskiego Towarzystwa Fotograficznego i był współorganizatorem patriotycznych wystaw dokumentalno-historycznych, eksponowanych w galerii „Nafta”, do której powstania przyczynił się osobiście.
Był kawalerem wielu odznaczeń państwowych i zawodowych .